# Royal Mougins Golf Club
De Royal Mougins Golf Club is een Franse golfclub in Mougins, enkele kilometers ten noorden van Cannes.
De 18 holesbaan is in 1993 aangelegd door de Amerikaanse golfbaanarchitect Robert von Hagge, en heeft een par van 71. Er zijn acht meertjes die in verbinding met elkaar staan.
De baan maakt deel uit van een resort, waar ook een spa en een hotel zijn. Eigenaar van de baan sinds 2003 is Rattan Chadha. 